# Aloys Schmitt

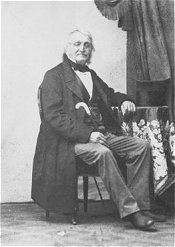
Aloys Schmitt

Aloys Schmitt (* 26. August 1788 in Erlenbach am Main; † 25. Juli 1866 in Frankfurt am Main) war ein deutscher Komponist, Pianist und Musikpädagoge.

## Leben
Aloys Schmitt erhielt ersten Musikunterricht durch seinen Vater Franz Bartholomäus Schmitt, einen Organisten. Danach lebte er fünf Jahre im Hause des Musikverlegers  André, wo ihn unter anderem Johann Georg Vollweiler unterrichtete. 1824 wurde er zum Kammerkomponisten in München ernannt und erhielt 1850 die Ehrendoktorwürde der Universität Gießen.
Zu seinen Schülern zählen Ferdinand Hiller, Carl Almenräder und Carl Arnold. Außerdem unterrichtete er seinen Sohn Georg Alois Schmitt und seinen jüngeren Bruder Jacob Schmitt.

## Familie

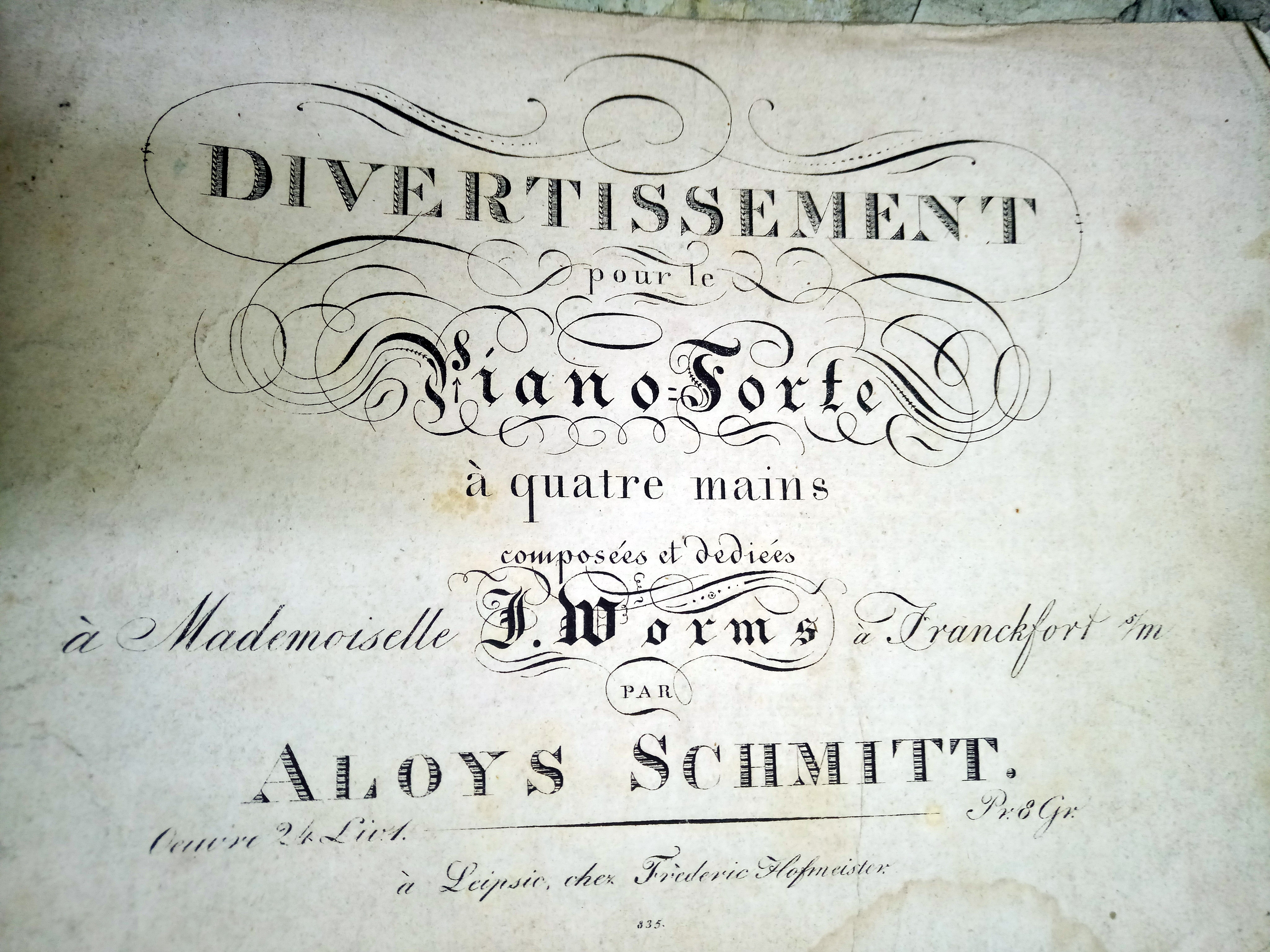
Titelblatt einer Komposition von Aloys Schmitt, um 1830

Er war mit Auguste Karoline Wohl (1802–1872) verheiratet. Das Paar hatte zwei Töchter und vier Söhne, darunter:
- Georg Ludwig Alois Franziscus Schmitt (* 2. Februar 1827 in Hannover; † 15. Oktober 1902 in Dresden), Hofkapellmeister in Schwerin ⚭ Cornelia Csányi (1851–1906), Sängerin, Tochter des ungarischen Professors Dániel (von) Csányi (1820–1867).
- Gustav Wilhelm Carl Schmitt (* 9. Dezember 1837 in Frankfurt am Main; † 22. März 1900 in Clevedon), Komponist und Dirigent in Neuseeland ⚭ Lucy Elizabeth Reeves[1]
- Antonia Schmitt (* Dezember 1824; † 14. Oktober 1859), Pianistin  ⚭ Julius von Haast (1822–1887) deutscher Geologe, Naturforscher, ausgewandert nach Neuseeland
- August Schmitt (1830–1866)
- Franziska Josephine Schmitt (1833–1914)[2] ⚭ János Henrik Ritter von Floch-Reyhersberg (* 1824; † nach 1905)[3], ungarischer Finanzrat, Ausgewandert nach Australien
- Adolf Schmitt, promovierter Chemiker